# 津田真澄
津田 真澄（つだ ますみ、1963年9月11日 - ）は、日本の女優、声優。山口県出身。

## 来歴
山口県立徳山高等学校を卒業後、青年座研究所を卒業し（10期）、1986年に劇団青年座に所属。

## 人物
特技はバレーボール。

## 出演

### テレビドラマ
- 恋人の歌がきこえる（1989年）
- 腕におぼえあり3（1993年）
- 藤沢周平の人情しぐれ町（2001年）
- 白い巨塔（2003年）
- ふたり 私たちが選んだ道（2003年）
- ご近所探偵・五月野さつき（2007年） - 斉藤早苗
- 潮風の診療所〜岬のドクター奮戦記〜（2007年） - 高木かなえ
- 京都南署鑑識ファイル（2009年） - 牧子
- ガラスの牙（2010年）
- 京都地検の女（2011年） - 大西昌恵
- デパート仕掛け人!天王寺珠美の殺人推理（2013年）
- セーラー服と宇宙人（エイリアン）〜地球に残った最後の11人〜（2014年）
- 初森ベマーズ（2015年）
- 砂の塔〜知りすぎた隣人（2016年）
- anone（2018年）
- レ・ミゼラブル 終わりなき旅路（2019年）
- 絆のペダル（2019年）
- 名古屋行き最終列車2019（2019年）
- 猫探偵の事件簿（2019年）
- 名古屋行き最終列車2020（2020年）

### 映画
- 三文役者（2000年、アパートの近所の人）
- 葛城事件（2006年）

### 舞台
- あおげばとうとし（山下一恵）
- 兄帰る（金井塚みさ子）
- ヴァローニュの夜
- 美しきものの伝説
- 悔しい女
- 幸福な動物[3]
- こわれがめ
- 壊れた風景
- 空（鳩山かすみ）
- 名は五徳
- パートタイマー秋子（春日勇子）
- 花咲く港
- 雪やこんこん
- 藪原検校
- 柿紅葉のころ[4]

### テレビアニメ
- 名探偵コナン（1996年 - 1998年、旗本秋江、籔内敬子）
- EAT-MAN（1997年、死神）
- GTO（1999年、内山田良子）

### 劇場アニメ
- この世界の片隅に（2016年、浦野キセノ）

### ゲーム
- ラチェット&クランク2 ガガガ!銀河のコマンドーっす（2003年、ヘルプデスク）

### 吹き替え

#### 映画（吹き替え）
- アサシン（アンジェラ〈オリヴィア・ダボ〉）※テレビ朝日版
- エア・バディ2（校長〈スザンヌ・リスティク〉）
- エネミー・オブ・アメリカ（カーラ・ディーン〈レジーナ・キング〉）※ソフト版
- コップランド（シンディ・ベッツ〈ジャニーン・ガラファロー〉）※ソフト版
- ザ・エージェント（ドロシー・ボイド〈レネー・ゼルウィガー〉）※ソフト版
- サタデー・ナイト・フィーバー ※ソフト版
- ジャスティス・リーグ:ザック・スナイダーカット（エリノア・ストーン〈カレン・ブライソン〉[5]）
- ジャンパー ※劇場公開版
- 絶体×絶命 ※ソフト版
- ソラリス（ヘレン・ゴードン〈ヴィオラ・デイヴィス〉）
- ダージリン急行
- ドロップ・ゾーン ※テレビ朝日版
- パーフェクト・ストレンジャー（エスメラルダ〈パティ・ダーバンヴィル〉）
- ハイスクール白書 優等生ギャルに気をつけろ!（リサ・フラナガン〈フランキー・イングラシア〉）
- ハイド・アンド・シーク 暗闇のかくれんぼ（ローラ〈メリッサ・レオ〉）※ソフト版
- バットマン & ロビン Mr.フリーズの逆襲 ※ソフト版
- パラサイト 半地下の家族（チュンスク〈チャン・ヘジン〉[6]）※日本テレビ版
- バンブルビー（サリー・ワトソン〈パメラ・アドロン〉[7]）
- マーキュリー・ライジング ※テレビ朝日版
- マーベルズ（ムニーバ・カーン〈ゼノビア・シュロフ〉[8]）
- 魔法にかけられて
- ミラクル・アドベンチャー/カザーン（エイジア・ムーン〈フォウン・リード〉 ）
- 息子の部屋（ラファエラ〈クラウディア・デラ・セタ〉）
- ヤァヤァ・シスターズの聖なる秘密
- ユー・ガット・メール（モーリーン〈ケイト・フィネラン〉）※ソフト版
- ライフ・アズ・ファニータ（ピーチス〈アシュリー・アトキンソン〉）
- 隣人 ※テレビ東京版
- Ray/レイ（マージー・ヘンドリックス〈レジーナ・キング〉）
- ワンダー・ボーイズ

#### ドラマ
- アメリカン・ゴシック 〜偽りの一族〜
- ER緊急救命室シリーズ
  - シーズン1-4（Dr.アンジェラ・ヒックス〈CCH・パウンダー〉）
  - シーズン13 #278（ルノール・シムキンス〈J・J・ブーン〉）
- クリミナル・マインド FBI行動分析課（ジェーン〈エイミー・マディガン〉）
- グレイズ・アナトミー（ソーニャ〈マリーナ・サーティス〉）
- CSI:科学捜査班（ジェナ・ウィリアム〈ジュディス・スコット〉）
- 犯罪心理分析官インゲル・ヴィーク〜消えた大統領〜（ヘドヴィグ・ニストロム〈アニカ・ハリン〉）
- 不思議なオパール（トリッシュ）
- ミディアム 霊能者アリソン・デュボア
- ミルドレッド・ピアース 幸せの代償
- モデルエージェンシー
- ミズ・マーベル（ムニーバ・カーン）

#### テレビ番組
- サバイバー2

#### アニメ
- 長ぐつをはいたネコ（ジル）
- ホーム・オン・ザ・レンジ にぎやか農場を救え!（マギー）